# Halstead Dorey

Halstead Dorey

Halstead Dorey (* 7. Februar 1874 in St. Louis, Missouri; † 19. Juni 1946 in San Antonio, Bexar County, Texas) war ein Generalmajor der United States Army.
Halstead Dorey war der Sohn von William A. Dorey (1832–1895) und dessen Frau Georgiana B. Banks (gest. 1886). In den Jahren 1893 bis 1897 durchlief er die United States Military Academy in West Point. Nach seiner Graduation wurde er als Leutnant der Infanterie zugeteilt. In der Armee durchlief er anschließend alle Offiziersränge bis zum Zwei-Sterne-General.
In seinen jüngeren Jahren absolvierte er den für Offiziere in den niederen Rangstufen üblichen Dienst in verschiedenen Einheiten und Standorten. Er war zunächst in Fort Brown in Texas beim 23. Infanterieregiment stationiert und wurde danach zum 4. Infanterieregiment versetzt. In der Folge nahm er sowohl am Spanisch-Amerikanischen Krieg auf Kuba als auch am Philippinisch-Amerikanischen Krieg hauptsächlich auf den Philippinen, teil. Dabei war er in einige Gefechte verwickelt. Auf den Philippinen kommandierte Dorey für einige Zeit eine Einheit der Philippine Scouts. Zwischenzeitlich diente er auch als Stabsoffizier unter Leonard Wood, der damals Gouverneur der Provinz Moro war.
Nach dem amerikanischen Eintritt in den Ersten Weltkrieg leitete Dorey zunächst Leiter ein Ausbildungslager (Citizens’ Military Training Camp). Anfang 1918 wurde er auf den europäischen Kriegsschauplatz versetzt, wo er das Kommando über das 4. Infanterieregiment erhielt. Diesen Posten bekleidete er bis zum Kriegsende. Dorey nahm mit seinem Regiment an mehreren Schlachten teil. Dazu gehörten unter anderem die Zweite Schlacht an der Marne, die Dritte Schlacht an der Aisne, die Schlacht von St. Mihiel sowie die Maas-Argonnen-Offensive. Bei einem weiteren Gefecht wurde er verwundet.
In den 1920er Jahren kommandierte Halstead Dorey nach seiner Beförderung zum Brigadegeneral einige Infanteriebrigaden. Außerdem absolvierte er das United States Army War College. Im Jahr 1933 erfolgte seine Beförderung zum Generalmajor. Gleichzeitig erhielt er das Kommando über die 2. Infanteriedivision, das er von Dezember 1933 bis Oktober 1934 innehatte. Anschließend wurde er nach Hawaii versetzt, wo er das Kommando über die Hawaiian Division erhielt. Diesen Posten bekleidete er vom 2. Juni 1934 bis zum 5. Dezember 1935. Gleichzeitig war er für einige Monate kommissarischer Kommandeur des Hawaiian Department, einer frühen Vorläuferorganisation der heutigen United States Army Pacific.
Im Dezember 1935 ging Halstead Dorey in den Ruhestand, den er in Fort Sam Houston in Texas verbrachte. Er engagierte sich im Army and Navy Club und bei der Episcopal Church. Er starb am 19. Juni 1946 und wurde auf dem Friedhof der Militärakademie in West Point beigesetzt.

## Orden und Auszeichnungen
Dorey erhielt im Lauf seiner militärischen Laufbahn unter anderem folgende Auszeichnungen:
- Distinguished Service Cross
- Army Distinguished Service Medal
- Silver Star (4-Mal)
- Purple Heart
- Spanish Campaign Medal
- Philippine Campaign Medal
- Mexican Service Medal
- World War I Victory Medal
- Orden der Ehrenlegion (Frankreich)
- Croix de guerre (Frankreich)